# Stockhaus (Gefängnis)

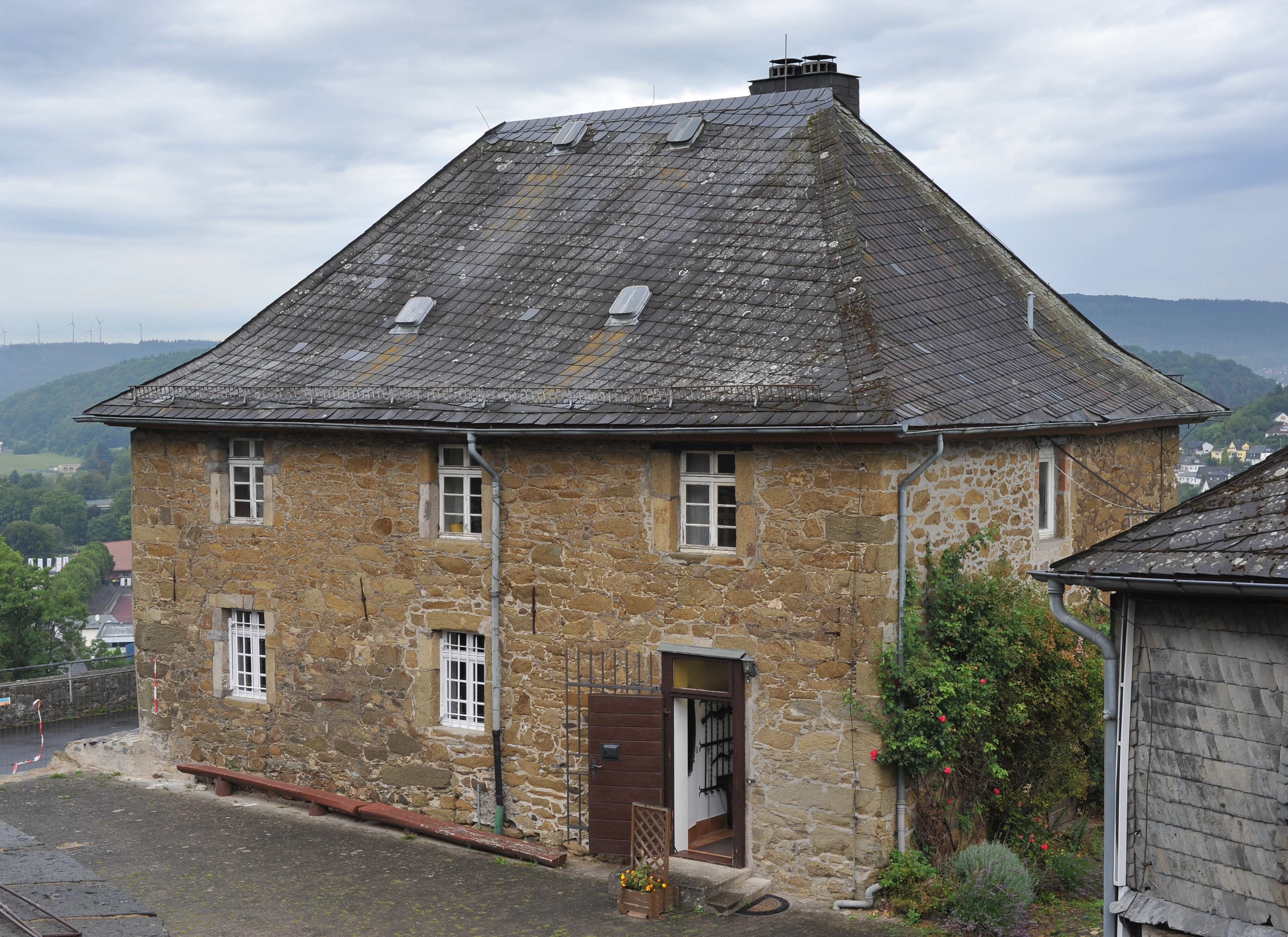
Stockhaus Dillenburg. Gefängnis für Jan Rubens

Das Stockhaus war über Jahrhunderte ein Gefängnis bzw. Kerker. Das Wort Karzer hat hier seinen Ursprung. 
Seinen Namen hatte das Stockhaus nach dem Stock in einem Gebäude, an dem die Gefangenen befestigt wurden. Die Insassen waren Schwerverbrecher. Später wurde das Wort gebraucht allgemein für Gefängnis. Dabei wurden die Gefangenen an einen schweren aus zwei Hälften gearbeiteten Holzblock mit Händen und Füßen gekettet. Seltener waren die Gefangenen an den Hals gekettet. Bei anderen waren nur die Füße in den zweiteiligen Holzklotz eingeschlossen wie z. B. dem in Dillenburg, wo vermutlich auch Jan Rubens einsaß, der Vater des berühmten flämischen Malers Peter Paul Rubens.
Der Wärter einer solchen Einrichtung war der Stockmeister, der seine Wohnung meist im selben Gebäude hatte. Die Bezeichnung Stockhaus gab es noch bis in die zweite Hälfte des 19. Jahrhunderts. Für Gefängnisse wurde bis 1871 außer der Bezeichnung Stockhaus, Arresthaus und Correktionshaus verwandt. In einem solchen Gefängnis wie dem Stockhaus saßen Häftlinge mit strafverschärfenden Arrest ein. Das unterschied es vom Zuchthaus, das im ursprünglichen Sinne der Umerziehung diente. Außerdem diente es der „Wahrheitsfindung“, wobei die Anwendung der Folter oder deren Androhung gemeint ist, um zu Geständnissen zu gelangen. Das wiederum fällt unter den Begriff Peinliche Befragung.

## Trivia
Das Stockhaus hat auch mit der Etymologie des Wortes „stockdunkel“ zu tun. Weil ein Gefängnis früher nach dem Holzklotz, an dem Gefangene gefesselt waren, „Stockhaus“ hieß und es in Gefängniszellen früher sehr dunkel war, spricht man heute noch davon, dass es stockfinster oder stockdunkel ist.
Giovanni Battista Piranesi nannte eine Reihe seiner Kupferstiche Carceri, die 1750 erschienen.